# Narathura argentea
Narathura argentea är en fjärilsart som beskrevs av Otto Staudinger 1888. Narathura argentea ingår i släktet Narathura och familjen juvelvingar. Inga underarter finns listade i Catalogue of Life.